# Нидерландски Антили
Нидерландските Антили, преди известни като Нидерландски Западни Индии, (на нидерландски: Nederlandse Antillen; на испански: Antillas Neerlandesas) е бивше задморско владение на Кралство Нидерландия. Заема площ от 800 км2. Административен център е град Вилемстад. Територията е част от островната група Малки Антили и се състои от две групи острови в Карибско море. Икономиката на островите зависи главно от туризма и петрола, макар че голямо количество парични средства идват от нелегалния трафик на наркотици.

## История
Двете групи острови са открити и първоначално заселени от испанци – Подветрените (открити от Алонсо де Охеда, 1499) и Наветрените (открити от Христофор Колумб, 1493). През 17 век островите са завладени от Нидерландската западноиндийска компания и са използвани като база за търговия с роби. Едва през 1863 робството е отменено.
През 1954 г. островите са издигнати от колония в част от Кралство Нидерландия. Остов Аруба е част от Нидерландските Антили до 1986 г., когато получава „отделен статут“ и става отделна част от Кралството. На 10 октомври 2010 г. Нидерландските Антили прекратяват своето съществуване, като Кюрасао и Синт Мартен получават статут на автономна част на Кралство Нидерландия, а Бонер, Синт Еустациус и Саба стават интегрална част на Нидерландия (вижте Нидерландска колониална империя).

## Политика
Държавен глава на Нидерландските Антили е управляващият монарх на Нидерландия, който е представен от губернатор. Губернаторът е също така глава на местното правителство и заедно с Министерския съвет образува органите на изпълнителната власт.
Организацията на законодателната власт е на две нива. Делегатите на островите са представени в правителството на Нидерландските Антили, но всеки остров си има собствено управление, което се грижи за ежедневното управление на острова.

## Острови
Нидерландските Антили нямат големи административни подразделения, въпреки че всеки остров разполага със собствено местно управление.
Двете островни групи, които съставят Нидерландските Антили, са:
- „Подветрени острови“ (Bovenwindse Eilanden), в близост до Венецуелския бряг и Аруба:
  - Бонер, включващ и островче, наречено Клейн Бонер (Малък Бонер);
  - Кюрасао, включващ и островче, наречено Клейн Кюрасао (Малък Кюрасао).

- - „Наветрени острови“ (Benedenwindse Eilanden), източно от Пуерто Рико и Вирджинските острови.
  - Саба;
  - Синт Еустациус;
  - Синт Мартен, южната част на острова Сен Мартен (северната половина е френска).

## География
Всички острови са с вулканичен произход. Те имат хълмист релеф и много малко обработваема земя. Най-високата точка е Маунт Сценъри (862 м) на остров Саба (това е и най-високата точка в цяло Кралство Нидерландия).
Нидерландските Антили имат тропичен климат с целогодишно топло време. Островите от групата на Подветрените са изложени на урагани през летните месеци.

## Икономика
Туризмът, петролното трансбордиране и рафиниране (Кюрасао), както и офшорните финанси, са главни опори на тази малка икономика, която е силно зависима от останалия свят. Островите се радват на високи доходи на глава от населението и добре развита инфраструктура в сравнение с останалите страни в региона. Почти всички потребителски и инвестиционни стоки се внасят от Венецуела, САЩ и Мексико. Бедната почва и недостатъчните водоизточници ограничават развитието на земеделие. Антилският гулден има фиксиран курс към американския долар от 1,79:1.

## Население
Основната част от населението на Нидерландските Антили – около 85 % – произхождат от африкански роби, които са били докарвани и продавани там от 17 до 19 век. Останалите са Карибски индианци, азиатци и европейци.
Въпреки че официалният език е нидерландски, папиаменто е доминиращ на островите Кюрасао и Бонер (както и на съседния нидерландски остров Аруба). Този креолски език е образуван от елементи на нидерландски, испански, английски и португалски. Английският е преобладаващ език на северните острови (Синт Мартен, Саба и Синт Еустациус), като втори най-популярен език става испанският, особено на Синт Мартен.
Мнозинството от населението са християни, главно католици. На Кюрасао има голям брой еврейски потомци на португалска група сефардски евреи, пристигнали от Бразилия през 1654 г.

## Култура
Произходът на населението и разположението на островите придават на Нидерландските Антили смесена култура. Нидерландското влияние може все още да се види, въпреки че много малка част от населението е от нидерландски произход.
Туризмът и непреодолимото медийно присъствие на САЩ увеличават регионалното им влияние.
Карнавалът, както и в много други карибски и латиноамерикански страни, е много важен празник.